# Diócesis de Uyo
La diócesis de Uyo (en latín: Dioecesis Uyoënsis y en inglés: Roman Catholic Diocese of Uyo) es una circunscripción eclesiástica de la Iglesia católica en Nigeria. Se trata de una diócesis latina, sufragánea de la arquidiócesis de Calabar. Desde el 5 de julio de 2014 su obispo es John Ebebe Ayah.

## Territorio y organización
La diócesis tiene 8342 km² y extiende su jurisdicción sobre los fieles católicos de rito latino residentes en 23 áreas de gobierno local de la parte oriental y meridional del estado de Akwa Ibom.
La sede de la diócesis se encuentra en la ciudad de Uyo, en donde se halla la Catedral de Cristo Rey.
En 2020 en la diócesis existían 74 parroquias.

## Historia
La diócesis fue erigida el 4 de julio de 1989 con la bula Studio postulatoque del papa Juan Pablo II, derivando el territorio de la diócesis de Calabar (hoy arquidiócesis).
Originariamente sufragánea de la arquidiócesis de Onitsha, el 26 de marzo de 1994 pasó a formar parte de la provincia eclesiástica de Calabar.

## Estadísticas
Según el Anuario Pontificio 2021 la diócesis tenía a fines de 2020 un total de 981 818 fieles bautizados.
| Año                                                                             | Población            | Población | Población      | Sacerdotes | Sacerdotes    | Sacerdotes    | Bautizados por sacerdote | Diáconos permanentes | Religiosos | Religiosos | Parroquias |
| Año                                                                             | Bautizados católicos | Total     | % de católicos | Total      | Clero secular | Clero regular | Bautizados por sacerdote | Diáconos permanentes | Varones    | Mujeres    | Parroquias |
| ------------------------------------------------------------------------------- | -------------------- | --------- | -------------- | ---------- | ------------- | ------------- | ------------------------ | -------------------- | ---------- | ---------- | ---------- |
| 1990                                                                            | 377 300              | 3 000     | 12.6           | 51         | 46            | 5             | 7398                     |                      | 5          | 42         | 30         |
| 1997                                                                            | 598 028              | 1 779 856 | 33.6           | 50         | 45            | 5             | 11 960                   |                      | 6          | 32         | 39         |
| 2008                                                                            | 719 000              | 1 915 000 | 37.5           | 75         | 73            | 2             | 9586                     |                      | 2          | 56         | 63         |
| 2014                                                                            | 752 000              | 2 004 000 | 37.5           | 75         | 73            | 2             | 10 026                   |                      | 2          | 56         | 63         |
| 2017                                                                            | 856 170              | 6 439 700 | 13.3           | 93         | 89            | 4             | 9206                     |                      | 4          | 59         | 72         |
| 2020                                                                            | 981 818              | 7 212 170 | 13.6           | 108        | 104           | 4             | 9090                     |                      | 4          | 67         | 74         |
| Fuente: Catholic-Hierarchy, que a su vez toma los datos del Anuario Pontificio. |                      |           |                |            |               |               |                          |                      |            |            |            |

## Episcopologio
- Joseph Effiong Ekuwem (4 de julio de 1989-2 de febrero de 2013 nombrado arzobispo de Calabar)
- John Ebebe Ayah, desde el 5 de julio de 2014